# معركة فاليرون
وقعت معركة فاليرون أو معركة فاليرو في 24 أبريل (6 مايو)، 1827. حيث حُوصرت قوات المتمردين اليونانية داخل أكروبوليس أثينا من قبل القوات العثمانية تحت قيادة محمد رشيد باشا. كانت القوات اليونانية خارج المدينة تحاول يائسة كسر الحصار.